# 北方省 (塞拉利昂)
北方省是西非國家塞拉利昂的三個省之一，首府設於馬克尼，下分5區，分別是邦巴利區、坎比亞區、洛科港區、科伊納杜古區和通科利利區，面積35,936平方公里，2015年人口2,502,865。